# Xã Sargent, Quận Texas, Missouri
Xã Sargent (tiếng Anh: Sargent Township) là một xã thuộc quận Texas, tiểu bang Missouri, Hoa Kỳ. Năm 2010, dân số của xã này là 383 người.